# Kurzbahneuropameisterschaften 2011
| Kurzbahneuropameisterschaften 2011 | Kurzbahneuropameisterschaften 2011 |
| Logo                               | Logo                               |
| ---------------------------------- | ---------------------------------- |
| Veranstaltungsort                  | Stettin                            |
| Teilnehmende Nationen              | 38                                 |
| Teilnehmende Athleten              | 543                                |
| Entscheidungen                     | 38                                 |
| Eröffnung                          | 8. Dezember 2011                   |
| Abschluss                          | 11. Dezember 2011                  |

| Medaillenspiegel | Medaillenspiegel       | Medaillenspiegel | Medaillenspiegel | Medaillenspiegel | Medaillenspiegel |
| Platz            | Land                   | G                | S                | B                | Gesamt           |
| ---------------- | ---------------------- | ---------------- | ---------------- | ---------------- | ---------------- |
| 01               | Deutschland            | 7                | 2                | 1                | 10               |
| 02               | Dänemark               | 5                | 7                | 2                | 14               |
| 03               | Spanien                | 5                | 5                | 2                | 12               |
| 04               | Polen                  | 5                | 0                | 3                | 8                |
| 05               | Russland               | 4                | 9                | 2                | 15               |
| 06               | Ungarn                 | 4                | 3                | 5                | 12               |
| 07               | Italien                | 3                | 2                | 4                | 9                |
| 08               | Ukraine                | 3                | 0                | 1                | 4                |
| 09               | Slowenien              | 1                | 2                | 0                | 3                |
| 10               | Norwegen               | 1                | 0                | 1                | 2                |
| 11               | Vereinigtes Königreich | 0                | 4                | 5                | 9                |
| 12               | Estland                | 0                | 1                | 2                | 3                |
| 13               | Österreich             | 0                | 1                | 0                | 1                |
| 13               | Frankreich             | 0                | 1                | 0                | 1                |
| 13               | Schweiz                | 0                | 1                | 0                | 1                |
| 16               | Belgien                | 0                | 0                | 3                | 3                |
| 16               | Belarus                | 0                | 0                | 3                | 3                |
| 18               | Israel                 | 0                | 0                | 2                | 2                |
| 19               | Tschechien             | 0                | 0                | 1                | 1                |
| 19               | Irland                 | 0                | 0                | 1                | 1                |
| Total            | Total                  | 38               | 38               | 38               | 114              |

Die Kurzbahneuropameisterschaften 2011 im Schwimmen fanden vom 8. bis 11. Dezember 2011 in Stettin (Polen) statt und wurden vom europäischen Schwimmverband LEN organisiert. Die Wettbewerbe fanden in der 2010 fertiggestellten Floating Arena der MOSRiR Szczecin (Miejski Ośrodek Sportu, Rekreacji i Rehabilitacji Szczecin; deutsch Städtische Sport, Erholung und Rehabilitation in Stettin) statt.

## Schwimmen Männer

### Freistil

#### 50 m Freistil
Finale am 8. Dezember 2011
| Platz | Land                   | Athlet              | Zeit  |
| ----- | ---------------------- | ------------------- | ----- |
| 1     | Polen                  | Konrad Czerniak     | 20,88 |
| 2     | Russland               | Sergei Fessikow     | 20,95 |
| 3     | Italien                | Marco Orsi          | 21,01 |
| 4     | Italien                | Luca Dotto          | 21,30 |
| 5     | Vereinigtes Königreich | Adam Brown          | 21,41 |
| 6     | Ungarn                 | Krisztián Takács    | 21,54 |
| 7     | Ukraine                | Andrij Howorow      | 21,58 |
| 8     | Ungarn                 | Dominik Kozma       | 21,68 |
| 9     | Finnland               | Ari-Pekka Liukkonen | 21,78 |
| 10    | Schweiz                | Flori Lang          | 22,07 |

#### 100 m Freistil
Finale am 10. Dezember 2011
| Platz | Land                   | Athlet            | Zeit  |
| ----- | ---------------------- | ----------------- | ----- |
| 1     | Russland               | Sergei Fessikow   | 46,56 |
| 2     | Italien                | Luca Dotto        | 46,89 |
| 3     | Ungarn                 | Krisztián Takács  | 47,46 |
| 4     | Vereinigtes Königreich | Adam Brown        | 47,51 |
| 5     | Italien                | Andrea Rolla      | 47,62 |
| 6     | Russland               | Jewgeni Lagunow   | 47,63 |
| 7     | Niederlande            | Joost Reijns      | 47,65 |
| 8     | Ungarn                 | Dominik Kozma     | 47,68 |
| 9     | Tschechien             | Martin Verner     | 47,94 |
| 10    | Türkei                 | Kemal Arda Gürdal | 48,09 |

#### 200 m Freistil
Finale am 11. Dezember 2011
| Platz | Land        | Athlet                | Zeit    |
| ----- | ----------- | --------------------- | ------- |
| 1     | Deutschland | Paul Biedermann       | 1:42,92 |
| 2     | Italien     | Filippo Magnini       | 1:43,20 |
| 3     | Ungarn      | László Cseh           | 1:43,71 |
| 4     | Polen       | Paweł Korzeniowski    | 1:43,89 |
| 5     | Niederlande | Joost Reijns          | 1:44,21 |
| 6     | Russland    | Alexander Suchorukow  | 1:44,75 |
| 7     | Russland    | Michail Polischtschuk | 1:45,08 |
| 8     | Dänemark    | Mads Glæsner          | 1:45,19 |
| 9     | Deutschland | Robin Backhaus        | 1:45,91 |
| 10    | Schweiz     | Dominik Meichtry      | 1:46,28 |

#### 400 m Freistil
Finale am 8. Dezember 2011
| Platz | Land        | Athlet                | Zeit    |
| ----- | ----------- | --------------------- | ------- |
| 1     | Deutschland | Paul Biedermann       | 3:38,65 |
| 2     | Dänemark    | Mads Glæsner          | 3:39,30 |
| 3     | Polen       | Paweł Korzeniowski    | 3:40,54 |
| 4     | Färöer      | Pál Joensen           | 3:41,05 |
| 5     | Schweiz     | Dominik Meichtry      | 3:41,25 |
| 6     | Italien     | Alex Di Giorgio       | 3:44,78 |
| 7     | Russland    | Michail Polischtschuk | 3:45,03 |
| 8     | Russland    | Jewgeni Kulikow       | 3:45,05 |
| 9     | Niederlande | Job Kienhuis          | 3:45,31 |
| 10    | Dänemark    | Frans Johannessen     | 3:45,73 |

#### 1500 m Freistil
Finale am 10. Dezember 2011
| Platz | Land        | Athlet              | Zeit     |
| ----- | ----------- | ------------------- | -------- |
| 1     | Polen       | Mateusz Sawrymowicz | 14:29,81 |
| 2     | Dänemark    | Mads Glæsner        | 14:29,88 |
| 3     | Ukraine     | Serhij Frolow       | 14:35,22 |
| 4     | Italien     | Rocco Potenza       | 14:36,31 |
| 5     | Färöer      | Pál Joensen         | 14:37,83 |
| 6     | Niederlande | Job Kienhuis        | 14:39,01 |
| 7     | Italien     | Matteo Furlan       | 14:43,74 |
| 8     | Frankreich  | Anthony Pannier     | 14:44,54 |
| 9     | Ungarn      | Gergely Gyurta      | 14:48,53 |
| 10    | Frankreich  | Damien Joly         | 14:51,78 |

### Schmetterling

#### 50 m Schmetterling
Finale am 11. Dezember 2011
| Platz | Land                   | Athlet               | Zeit  |
| ----- | ---------------------- | -------------------- | ----- |
| 1     | Ukraine                | Andrij Howorow       | 22,70 |
| 2     | Frankreich             | Amaury Leveaux       | 22,74 |
| 3     | Polen                  | Konrad Czerniak      | 22,77 |
| 4     | Russland               | Nikita Konowalow     | 22,83 |
| 5     | Belgien                | François Heersbrandt | 22,98 |
| 6     | Spanien                | Rafael Muñoz Pérez   | 23,09 |
| 7     | Vereinigtes Königreich | Antony James         | 23,14 |
| 8     | Deutschland            | Steffen Deibler      | 23,16 |
| 9     | Kroatien               | Mario Todorović      | 23,28 |
| 10    | Niederlande            | Joeri Verlinden      | 23,32 |

#### 100 m Schmetterling
Finale am 9. Dezember 2011
| Platz | Land        | Athlet               | Zeit  |
| ----- | ----------- | -------------------- | ----- |
| 1     | Polen       | Konrad Czerniak      | 49,62 |
| 2     | Russland    | Jewgeni Korotyschkin | 49,88 |
| 3     | Belgien     | François Heersbrandt | 50,44 |
| 4     | Niederlande | Joeri Verlinden      | 50,57 |
| 5     | Russland    | Nikolai Skworzow     | 50,61 |
| 6     | Slowenien   | Peter Mankoč         | 50,72 |
| 7     | Frankreich  | Amaury Leveaux       | 50,79 |
| 8     | Schweden    | Lars Frölander       | 51,17 |
| 9     | Kroatien    | Mario Todorović      | 51,79 |
| 10    | Slowenien   | Robert Žbogar        | 52,34 |

#### 200 m Schmetterling
Finale am 10. Dezember 2011
| Platz | Land                   | Athlet               | Zeit    |
| ----- | ---------------------- | -------------------- | ------- |
| 1     | Ungarn                 | László Cseh          | 1:50,87 |
| 2     | Russland               | Nikolai Skworzow     | 1:51,21 |
| 3     | Vereinigtes Königreich | Joe Roebuck          | 1:51,62 |
| 4     | Polen                  | Paweł Korzeniowski   | 1:51,71 |
| 5     | Serbien                | Velimir Stjepanović  | 1:52,09 |
| 6     | Ungarn                 | Bence Biczó          | 1:53,22 |
| 7     | Österreich             | Dinko Jukić          | 1:53,51 |
| 8     | Slowenien              | Robert Žbogar        | 1:53,91 |
| 9     | Frankreich             | Jordan Coelho        | 1:55,17 |
| 10    | Griechenland           | Stefanos Dimitriadis | 1:56,27 |

### Rücken

#### 50 m Rücken
Finale am 9. Dezember 2011
| Platz | Land        | Athlet                   | Zeit  |
| ----- | ----------- | ------------------------ | ----- |
| 1     | Spanien     | Aschwin Wildeboer Faber  | 23,43 |
| 2     | Schweiz     | Flori Lang               | 23,57 |
| 3     | Belarus     | Pawel Sankowitsch        | 23,64 |
| 4     | Deutschland | Christian Diener         | 23,75 |
| 5     | Russland    | Witali Borissow          | 23,81 |
| 6     | Russland    | Sergei Makow             | 23,95 |
| 7     | Israel      | Alon Mandel              | 23,96 |
| 8     | Deutschland | Stefan Herbst            | 23,99 |
| 9     | Spanien     | Juan Miguel Rando Gálvez | 24,00 |
| 10    | Italien     | Mirco Di Tora            | 24,07 |

#### 100 m Rücken
Finale am 11. Dezember 2011
| Platz | Land        | Athlet                   | Zeit  |
| ----- | ----------- | ------------------------ | ----- |
| 1     | Polen       | Radosław Kawęcki         | 50,43 |
| 2     | Spanien     | Aschwin Wildeboer Faber  | 50,61 |
| 3     | Belarus     | Pawel Sankowitsch        | 51,14 |
| 4     | Deutschland | Jan-Philip Glania        | 51,65 |
| 5     | Spanien     | Juan Miguel Rando Gálvez | 51,77 |
| 6     | Deutschland | Christian Diener         | 52,03 |
| 7     | Italien     | Mirco Di Tora            | 52,53 |
| 8     | Schweiz     | Flori Lang               | 52,65 |
| 9     | Ungarn      | Péter Bernek             | 52,68 |
| 10    | Italien     | Matteo Milli             | 52,74 |

#### 200 m Rücken
Finale am 8. Dezember 2011
| Platz | Land        | Athlet                  | Zeit    |
| ----- | ----------- | ----------------------- | ------- |
| 1     | Polen       | Radosław Kawęcki        | 1:49,15 |
| 2     | Spanien     | Aschwin Wildeboer Faber | 1:50,63 |
| 3     | Ungarn      | Péter Bernek            | 1:51,21 |
| 4     | Deutschland | Jan-Philip Glania       | 1:51,50 |
| 5     | Israel      | Yakov-Yan Toumarkin     | 1:51,55 |
| 6     | Ukraine     | Olexandr Issakow        | 1:54,33 |
| 7     | Deutschland | Yannick Lebherz         | 1:54,35 |
| 8     | Russland    | Sergei Makow            | 1:54,68 |
| 9     | Russland    | Michail Swjagin         | 1:54,82 |
| 10    | Italien     | Matteo Milli            | 1:55,71 |

### Brust

#### 50 m Brust
Finale am 10. Dezember 2011
| Platz | Land        | Athlet                | Zeit  |
| ----- | ----------- | --------------------- | ----- |
| 1     | Italien     | Fabio Scozzoli        | 26,25 |
| 2     | Slowenien   | Damir Dugonjič        | 26,34 |
| 3     | Norwegen    | Alexander Dale Oen    | 26,49 |
| 4     | Norwegen    | Alexander Hetland     | 26,54 |
| 5     | Serbien     | Čaba Silađi           | 26,72 |
| 6     | Niederlande | Robin van Aggele      | 26,78 |
| 7     | Russland    | Sergei Geibel         | 26,84 |
| 8     | Italien     | Mattia Pesce          | 26,85 |
| 9     | Russland    | Stanislaw Lachtjuchow | 26,92 |
| 10    | Deutschland | Erik Steinhagen       | 26,94 |

#### 100 m Brust
Finale am 9. Dezember 2011
| Platz | Land                   | Athlet                   | Zeit  |
| ----- | ---------------------- | ------------------------ | ----- |
| 1     | Norwegen               | Alexander Dale Oen       | 57,05 |
| 2     | Slowenien              | Damir Dugonjič           | 57,29 |
| 3     | Italien                | Fabio Scozzoli           | 57,30 |
| 4     | Estland                | Martti Aljand            | 57,51 |
| 5     | Ungarn                 | Dániel Gyurta            | 57,56 |
| 6     | Russland               | Stanislaw Lachtjuchow    | 58,21 |
| 7     | Russland               | Wjatscheslaw Sinkewitsch | 58,71 |
| 8     | Vereinigtes Königreich | Michael Jamieson         | 58,91 |
| 9     | Ungarn                 | Gábor Financsek          | 59,07 |
| 10    | Deutschland            | Marco Koch               | 59,83 |

#### 200 m Brust
Finale am 11. Dezember 2011
| Platz | Land                   | Athlet                   | Zeit    |
| ----- | ---------------------- | ------------------------ | ------- |
| 1     | Ungarn                 | Dániel Gyurta            | 2:02,37 |
| 2     | Russland               | Wjatscheslaw Sinkewitsch | 2:03,61 |
| 3     | Vereinigtes Königreich | Michael Jamieson         | 2:03,77 |
| 4     | Deutschland            | Marco Koch               | 2:04,41 |
| 5     | Russland               | Oleg Kostin              | 2:06,13 |
| 6     | Norwegen               | Alexander Dale Oen       | 2:06,15 |
| 7     | Vereinigtes Königreich | Andrew Willis            | 2:06,32 |
| 8     | Ungarn                 | Ákos Molnár              | 2:07,72 |
| 9     | Luxemburg              | Laurent Carnol           | 2:07,96 |
| 10    | Israel                 | Gal Nevo                 | 2:10,47 |

### Lagen

#### 100 m Lagen
Finale am 11. Dezember 2011
| Platz | Land        | Athlet                   | Zeit  |
| ----- | ----------- | ------------------------ | ----- |
| 1     | Slowenien   | Peter Mankoč             | 52,70 |
| 2     | Deutschland | Markus Deibler           | 53,04 |
| 3     | Estland     | Martti Aljand            | 53,37 |
| 4     | Österreich  | Martin Spitzer           | 53,49 |
| 5     | Russland    | Dmitri Schilin           | 53,53 |
| 6     | Polen       | Jakub Jasiński           | 53,94 |
| 7     | Dänemark    | Daniel Skaaning          | 54,37 |
| 7     | Portugal    | Diogo Carvalho           | 54,37 |
| 9     | Israel      | Yakov-Yan Toumarkin      | 54,55 |
| 10    | Russland    | Wjatscheslaw Andrussenko | 54,67 |

#### 200 m Lagen
Finale am 8. Dezember 2011
| Platz | Land       | Athlet              | Zeit    |
| ----- | ---------- | ------------------- | ------- |
| 1     | Ungarn     | László Cseh         | 1:53,43 |
| 2     | Österreich | Markus Rogan        | 1:53,63 |
| 3     | Israel     | Gal Nevo            | 1:54,87 |
| 4     | Portugal   | Diogo Carvalho      | 1:54,98 |
| 5     | Russland   | Dmitri Schilin      | 1:55,50 |
| 6     | Österreich | Dinko Jukić         | 1:55,57 |
| 7     | Luxemburg  | Raphaël Stacchiotti | 1:56,62 |
| 8     | Italien    | Federico Turrini    | 1:57,65 |
| 9     | Russland   | Alexander Tichonow  | 1:57,98 |
| 10    | Polen      | Jakub Jasiński      | 1:58,86 |

#### 400 m Lagen
Finale am 9. Dezember 2011
| Platz | Land                   | Athlet            | Zeit    |
| ----- | ---------------------- | ----------------- | ------- |
| 1     | Ungarn                 | László Cseh       | 4:01,68 |
| 2     | Ungarn                 | Dávid Verrasztó   | 4:03,03 |
| 3     | Israel                 | Gal Nevo          | 4:04,49 |
| 4     | Österreich             | Markus Rogan      | 4:05,81 |
| 5     | Italien                | Federico Turrini  | 4:07,17 |
| 6     | Österreich             | Dinko Jukić       | 4:07,22 |
| 7     | Vereinigtes Königreich | Joe Roebuck       | 4:07,79 |
| 8     | Portugal               | Diogo Carvalho    | 4:08,49 |
| 9     | Polen                  | Łukasz Wójt       | 4:08,51 |
| 10    | Dänemark               | Chris Christensen | 4:11,74 |

### Staffel

#### Staffel 4 × 50 m Freistil
Finale am 11. Dezember 2011
| Platz | Land     | Athleten                                                                      | Zeit    |
| ----- | -------- | ----------------------------------------------------------------------------- | ------- |
| 1     | Italien  | - Luca Dotto - Marco Orsi - Federico Bocchia - Andrea Rolla                   | 1:24,82 |
| 2     | Russland | - Sergei Fessikow - Jewgeni Lagunow - Andrei Gretschin - Nikita Konowalow     | 1:25,11 |
| 3     | Belgien  | - François Heersbrandt - Emmanuel Vanluchene - Louis Croenen - Jasper Aerents | 1:25,83 |
| 4     |          | Deutschland                                                                   | 1:26,55 |
| 5     |          | Tschechien                                                                    | 1:27,03 |
| 6     |          | Schweiz                                                                       | 1:27,20 |
| 7     |          | Vereinigtes Königreich                                                        | 1:28,28 |
| 8     |          | Schweden                                                                      | 1:28,89 |
| 9     |          | Portugal                                                                      | 1:29,08 |
| 10    |          | Israel                                                                        | 1:29,48 |

#### Staffel 4 × 50 m Lagen
Finale am 8. Dezember 2011
| Platz | Land        | Athleten                                                                   | Zeit    |
| ----- | ----------- | -------------------------------------------------------------------------- | ------- |
| 1     | Italien     | - Mirco Di Tora - Fabio Scozzoli - Paolo Facchinelli - Marco Orsi          | 1:33,18 |
| 2     | Russland    | - Witali Borissow - Sergei Geibel - Jewgeni Korotyschkin - Sergei Fessikow | 1:33,86 |
| 3     | Deutschland | - Christian Diener - Erik Steinhagen - Steffen Deibler - Stefan Herbst     | 1:34,41 |
| 4     |             | Niederlande                                                                | 1:34,93 |
| 5     |             | Vereinigtes Königreich                                                     | 1:35,07 |
| 6     |             | Belgien                                                                    | 1:35,70 |
| 7     |             | Polen                                                                      | 1:36,21 |
| 8     |             | Schweiz                                                                    | 1:36,69 |
| 9     |             | Serbien                                                                    | 1:36,73 |
| 10    |             | Norwegen                                                                   | 1:36,75 |

## Schwimmen Frauen

### Freistil

#### 50 m Freistil
Finale am 11. Dezember 2011
| Platz | Land                   | Athlet               | Zeit  |
| ----- | ---------------------- | -------------------- | ----- |
| 1     | Deutschland            | Britta Steffen       | 24,01 |
| 2     | Dänemark               | Jeanette Ottesen     | 24,11 |
| 3     | Estland                | Triin Aljand         | 24,23 |
| 4     | Belarus                | Swjatlana Chachlowa  | 24,28 |
| 4     | Deutschland            | Dorothea Brandt      | 24,28 |
| 6     | Vereinigtes Königreich | Amy Smith            | 24,43 |
| 7     | Polen                  | Aleksandra Urbańczyk | 24,62 |
| 8     | Dänemark               | Pernille Blume       | 24,70 |
| 9     | Russland               | Margarita Nesterowa  | 24,95 |
| 10    | Italien                | Erika Ferraioli      | 24,97 |

#### 100 m Freistil
Finale am 9. Dezember 2011
| Platz | Land                   | Athlet                   | Zeit  |
| ----- | ---------------------- | ------------------------ | ----- |
| 1     | Deutschland            | Britta Steffen           | 51,94 |
| 2     | Dänemark               | Jeanette Ottesen         | 52,05 |
| 3     | Vereinigtes Königreich | Amy Smith                | 52,77 |
| 4     | Belarus                | Aljaksandra Herassimenja | 52,86 |
| 5     | Dänemark               | Pernille Blume           | 53,20 |
| 6     | Russland               | Margarita Nesterowa      | 53,34 |
| 7     | Finnland               | Hanna-Maria Seppälä      | 53,77 |
| 8     | Deutschland            | Daniela Schreiber        | 53,82 |
| 9     | Vereinigtes Königreich | Rebecca Turner           | 53,88 |
| 10    | Italien                | Erika Ferraioli          | 54,05 |

#### 200 m Freistil
Finale am 11. Dezember 2011
| Platz | Land                   | Athlet              | Zeit    |
| ----- | ---------------------- | ------------------- | ------- |
| 1     | Deutschland            | Silke Lippok        | 1:54,08 |
| 2     | Spanien                | Melanie Costa       | 1:54,31 |
| 3     | Ungarn                 | Evelyn Verrasztó    | 1:54,55 |
| 4     | Vereinigtes Königreich | Rebecca Turner      | 1:54,84 |
| 5     | Niederlande            | Rieneke Terink      | 1:55,70 |
| 6     | Norwegen               | Cecilie Johannessen | 1:55,95 |
| 7     | Bulgarien              | Nina Rangelowa      | 1:56,11 |
| 8     | Dänemark               | Lotte Friis         | 1:57,14 |
| 9     | Vereinigtes Königreich | Anne Bochmann       | 1:57,60 |
| 10    | Niederlande            | Elise Bouwens       | 1:57,74 |

#### 400 m Freistil
Finale am 10. Dezember 2011
| Platz | Land                   | Athlet              | Zeit    |
| ----- | ---------------------- | ------------------- | ------- |
| 1     | Spanien                | Mireia Belmonte     | 3:56,39 |
| 2     | Dänemark               | Lotte Friis         | 3:58,02 |
| 3     | Spanien                | Melanie Costa       | 4:00,30 |
| 4     | Italien                | Federica Pellegrini | 4:00,46 |
| 5     | Vereinigtes Königreich | Hannah Miley        | 4:01,46 |
| 6     | Niederlande            | Rieneke Terink      | 4:04,80 |
| 7     | Deutschland            | Silke Lippok        | 4:05,69 |
| 8     | Irland                 | Gráinne Murphy      | 4:06,05 |
| 9     | Vereinigtes Königreich | Anne Bochmann       | 4:06,10 |
| 10    | Italien                | Martina De Memme    | 4:07,65 |

#### 800 m Freistil
Finale am 9. Dezember 2011
| Platz | Land                   | Athlet                   | Zeit    |
| ----- | ---------------------- | ------------------------ | ------- |
| 1     | Dänemark               | Lotte Friis              | 8:07,53 |
| 2     | Spanien                | Erika Villaécija         | 8:12,33 |
| 3     | Spanien                | Melanie Costa            | 8:16,28 |
| 4     | Irland                 | Gráinne Murphy           | 8:19,39 |
| 5     | Vereinigtes Königreich | Eleanor Faulkner         | 8:20,91 |
| 6     | Deutschland            | Isabelle Härle           | 8:25,14 |
| 7     | Italien                | Martina Rita Caramignoli | 8:26,54 |
| 8     | Slowenien              | Tjaša Oder               | 8:27,97 |
| 9     | Russland               | Jelena Sokolowa          | 8:28,11 |
| 10    | Italien                | Martina De Memme         | 8:28,81 |

### Schmetterling

#### 50 m Schmetterling
Finale am 9. Dezember 2011
| Platz | Land       | Athlet              | Zeit       |
| ----- | ---------- | ------------------- | ---------- |
| 1     | Dänemark   | Jeanette Ottesen    | 24,92 (CR) |
| 2     | Estland    | Triin Aljand        | 25,51      |
| 3     | Belarus    | Swjatlana Chachlowa | 25,96      |
| 4     | Israel     | Amit Ivry           | 26,11      |
| 5     | Frankreich | Diane Bui Duyet     | 26,13      |
| 6     | Italien    | Ilaria Bianchi      | 26,15      |
| 7     | Russland   | Irina Bespalowa     | 26,21      |
| 8     | Polen      | Anna Dowgiert       | 26,39      |
| 9     | Österreich | Fabienne Nadarajah  | 26,49      |
| 10    | Italien    | Elena Di Liddo      | 26,81      |

#### 100 m Schmetterling
Finale am 11. Dezember 2011
| Platz | Land                   | Athlet                   | Zeit  |
| ----- | ---------------------- | ------------------------ | ----- |
| 1     | Dänemark               | Jeanette Ottesen         | 56,22 |
| 2     | Vereinigtes Königreich | Jemma Lowe               | 56,67 |
| 3     | Italien                | Ilaria Bianchi           | 57,42 |
| 4     | Frankreich             | Diane Bui Duyet          | 58,05 |
| 5     | Belarus                | Aljaksandra Herassimenja | 58,20 |
| 6     | Russland               | Irina Bespalowa          | 58,23 |
| 7     | Österreich             | Birgit Koschischek       | 58,36 |
| 8     | Deutschland            | Franziska Hentke         | 58,41 |
| 9     | Polen                  | Otylia Jędrzejczak       | 58,52 |
| 10    | Israel                 | Amit Ivry                | 58,65 |

#### 200 m Schmetterling
Finale am 8. Dezember 2011
| Platz | Land                   | Athlet                 | Zeit    |
| ----- | ---------------------- | ---------------------- | ------- |
| 1     | Spanien                | Mireia Belmonte García | 2:03,37 |
| 2     | Vereinigtes Königreich | Jemma Lowe             | 2:04,04 |
| 3     | Vereinigtes Königreich | Jessica Dickons        | 2:04,80 |
| 4     | Deutschland            | Franziska Hentke       | 2:04,95 |
| 5     | Ungarn                 | Zsuzsanna Jakabos      | 2:05,11 |
| 6     | Polen                  | Otylia Jędrzejczak     | 2:05,31 |
| 7     | Schweiz                | Martina van Berkel     | 2:06,75 |
| 8     | Österreich             | Birgit Koschischek     | 2:07,46 |
| 9     | Italien                | Alessia Polieri        | 2:07,94 |
| 10    | Schweden               | Petra Granlund         | 2:09,18 |

### Rücken

#### 50 m Rücken
Finale am 10. Dezember 2011
| Platz | Land                   | Athlet               | Zeit  |
| ----- | ---------------------- | -------------------- | ----- |
| 1     | Russland               | Anastassija Sujewa   | 26,23 |
| 2     | Vereinigtes Königreich | Georgia Davies       | 26,93 |
| 3     | Tschechien             | Simona Baumrtová     | 26,94 |
| 4     | Polen                  | Aleksandra Urbańczyk | 26,97 |
| 5     | Italien                | Arianna Barbieri     | 27,09 |
| 6     | Schweden               | Michelle Coleman     | 27,12 |
| 7     | Spanien                | Mercedes Peris       | 27,15 |
| 8     | Bulgarien              | Ekaterina Awramowa   | 27,42 |
| 9     | Island                 | Ingibjörg Jónsdóttir | 27,50 |
| 10    | Polen                  | Alicja Tchórz        | 27,55 |

#### 100 m Rücken
Finale am 9. Dezember 2011
| Platz | Land                   | Athlet               | Zeit  |
| ----- | ---------------------- | -------------------- | ----- |
| 1     | Ukraine                | Daryna Sewina        | 56,96 |
| 2     | Russland               | Anastassija Sujewa   | 57,12 |
| 3     | Dänemark               | Mie Ø. Nielsen       | 57,57 |
| 4     | Spanien                | Duane da Rocha Marcé | 57,70 |
| 5     | Vereinigtes Königreich | Georgia Davies       | 57,80 |
| 6     | Tschechien             | Simona Baumrtová     | 58,15 |
| 7     | Italien                | Arianna Barbieri     | 59,10 |
| 8     | Polen                  | Alicja Tchórz        | 59,28 |
| 9     | Bulgarien              | Ekaterina Awramowa   | 59,51 |
| 10    | Russland               | Xenia Moskwina       | 59,80 |

#### 200 m Rücken
Finale am 11. Dezember 2011
| Platz | Land        | Athlet               | Zeit         |
| ----- | ----------- | -------------------- | ------------ |
| 1     | Ukraine     | Daryna Sewina        | 2:02,25 (CR) |
| 2     | Spanien     | Duane da Rocha Marcé | 2:03,32      |
| 3     | Irland      | Melanie Nocher       | 2:04,29      |
| 4     | Deutschland | Jenny Mensing        | 2:05,48      |
| 5     | Slowenien   | Anja Čarman          | 2:05,53      |
| 6     | Bulgarien   | Ekaterina Awramowa   | 2:06,38      |
| 7     | Tschechien  | Simona Baumrtová     | 2:06,57      |
| 8     | Niederlande | Wendy van der Zanden | 2:07,34      |
| 9     | Polen       | Alicja Tchórz        | 2:07,88      |
| 10    | Italien     | Roberta Ioppi        | 2:08,02      |

### Brust

#### 50 m Brust
Finale am 8. Dezember 2011
| Platz | Land        | Athlet                | Zeit  |
| ----- | ----------- | --------------------- | ----- |
| 1     | Russland    | Walentina Artemjewa   | 30,06 |
| 2     | Deutschland | Dorothea Brandt       | 30,17 |
| 3     | Russland    | Darja Dejewa          | 30,63 |
| 4     | Norwegen    | Katharina Stiberg     | 30,80 |
| 5     | Dänemark    | Rikke Møller Pedersen | 30,81 |
| 6     | Italien     | Lisa Fissneider       | 30,82 |
| 7     | Tschechien  | Petra Chocová         | 30,88 |
| 8     | Tschechien  | Martina Moravčíková   | 31,15 |
| 9     | Niederlande | Tessa Brouwer         | 31,26 |
| 10    | Türkei      | Dilara Buse Günaydın  | 31,83 |

#### 100 m Brust
Finale am 11. Dezember 2011
| Platz | Land       | Athlet                | Zeit    |
| ----- | ---------- | --------------------- | ------- |
| 1     | Russland   | Walentina Artemjewa   | 1:05,19 |
| 2     | Dänemark   | Rikke Møller Pedersen | 1:05,23 |
| 3     | Russland   | Darja Dejewa          | 1:05,83 |
| 4     | Schweden   | Joline Höstman        | 1:07,03 |
| 5     | Italien    | Chiara Boggiatto      | 1:07,41 |
| 6     | Frankreich | Sophie de Ronchi      | 1:07,43 |
| 7     | Frankreich | Coralie Dobral        | 1:07,50 |
| 8     | Tschechien | Martina Moravčíková   | 1:07,76 |
| 9     | Belgien    | Fanny Lecluyse        | 1:07,89 |
| 10    | Italien    | Lisa Fissneider       | 1:07,99 |

#### 200 m Brust
Finale am 9. Dezember 2011
| Platz | Land                   | Athlet                  | Zeit    |
| ----- | ---------------------- | ----------------------- | ------- |
| 1     | Dänemark               | Rikke Møller Pedersen   | 2:19,55 |
| 2     | Russland               | Anastassija Tschaun     | 2:20,84 |
| 3     | Belgien                | Fanny Lecluyse          | 2:21,14 |
| 4     | Ukraine                | Hanna Dserkal           | 2:22,54 |
| 5     | Vereinigtes Königreich | Molly Renshaw           | 2:22,68 |
| 6     | Spanien                | Marina García Urzainqui | 2:22,88 |
| 7     | Schweden               | Joline Höstman          | 2:23,04 |
| 8     | Russland               | Wera Kalaschnikowa      | 2:23,75 |
| 9     | Frankreich             | Coralie Dobral          | 2:23,79 |
| 10    | Vereinigtes Königreich | Stacey Tadd             | 2:24,75 |

### Lagen

#### 100 m Lagen
Finale am 10. Dezember 2011
| Platz | Land        | Athlet                | Zeit    |
| ----- | ----------- | --------------------- | ------- |
| 1     | Deutschland | Theresa Michalak      | 0 59,05 |
| 2     | Ungarn      | Zsuzsanna Jakabos     | 0 59,72 |
| 3     | Dänemark    | Mie Ø. Nielsen        | 1:00,10 |
| 4     | Ungarn      | Evelyn Verrasztó      | 1:00,17 |
| 5     | Italien     | Laura Letrari         | 1:00,23 |
| 6     | Finnland    | Hanna-Maria Seppälä   | 1:00,44 |
| 7     | Österreich  | Lisa Zaiser           | 1:00,77 |
| 8     | Italien     | Erica Buratto         | 1:00,86 |
| 9     | Russland    | Kristina Kotschetkowa | 1:01,12 |
| 10    | Österreich  | Uschi Halbreiner      | 1:02,09 |

#### 200 m Lagen
Finale am 8. Dezember 2011
| Platz | Land                   | Athlet                 | Zeit    |
| ----- | ---------------------- | ---------------------- | ------- |
| 1     | Spanien                | Mireia Belmonte García | 2:07,06 |
| 2     | Ungarn                 | Evelyn Verrasztó       | 2:08,28 |
| 3     | Vereinigtes Königreich | Hannah Miley           | 2:08,34 |
| 4     | Deutschland            | Theresa Michalak       | 2:09,19 |
| 5     | Russland               | Wiktorija Andrejewa    | 2:09,37 |
| 6     | Niederlande            | Wendy van der Zanden   | 2:09,66 |
| 7     | Tschechien             | Barbora Závadová       | 2:09,70 |
| 8     | Österreich             | Lisa Zaiser            | 2:09,71 |
| 9     | Ukraine                | Hanna Dserkal          | 2:10,67 |
| 10    | Israel                 | Amit Ivry              | 2:11,34 |

#### 400 m Lagen
Finale am 11. Dezember 2011
| Platz | Land                   | Athlet                 | Zeit         |
| ----- | ---------------------- | ---------------------- | ------------ |
| 1     | Spanien                | Mireia Belmonte García | 4:24,55 (CR) |
| 2     | Vereinigtes Königreich | Hannah Miley           | 4:26,06      |
| 3     | Ungarn                 | Zsuzsanna Jakabos      | 4:27,86      |
| 4     | Tschechien             | Barbora Závadová       | 4:28,21      |
| 5     | Österreich             | Jördis Steinegger      | 4:35,55      |
| 6     | Italien                | Alessia Polieri        | 4:36,27      |
| 7     | Spanien                | Claudia Dasca Romeu    | 4:36,35      |
| 8     | Finnland               | Tanja Kylliaeinen      | 4:36,96      |
| 9     | Polen                  | Karolina Szczepaniak   | 4:37,44      |
| 10    | Niederlande            | Lieke Verouden         | 4:42,26      |

### Staffel

#### Staffel 4 × 50 m Freistil
Finale am 9. Dezember 2011
| Platz | Land                   | Athleten                                                                     | Zeit    |
| ----- | ---------------------- | ---------------------------------------------------------------------------- | ------- |
| 1     | Deutschland            | - Britta Steffen - Dorothea Brandt - Paulina Schmiedel - Daniela Schreiber   | 1:37,29 |
| 2     | Dänemark               | - Mie Ø. Nielsen - Pernille Blume - Katrine Holm Sørensen - Jeanette Ottesen | 1:37,63 |
| 3     | Italien                | - Erika Ferraioli - Erica Buratto - Federica Pellegrini - Laura Letrari      | 1:38,12 |
| 4     | Niederlande            |                                                                              | 1:38,76 |
| 5     | Schweden               |                                                                              | 1:38,98 |
| 6     | Russland               |                                                                              | 1:39,43 |
| 7     | Finnland               |                                                                              | 1:39,72 |
| 8     | Norwegen               |                                                                              | 1:39,84 |
| 9     | Vereinigtes Königreich |                                                                              | 1:40,14 |
| 10    | Tschechien             |                                                                              | 1:41,20 |

#### Staffel 4 × 50 m Lagen
Finale am 10. Dezember 2011
| Platz | Land                   | Athleten                                                                           | Zeit    |
| ----- | ---------------------- | ---------------------------------------------------------------------------------- | ------- |
| 1     | Dänemark               | - Mie Ø. Nielsen - Rikke Møller Pedersen - Jeanette Ottesen - Pernille Blume       | 1:46,48 |
| 2     | Russland               | - Anastassija Sujewa - Walentina Artemjewa - Irina Bespalowa - Margarita Nesterowa | 1:47,08 |
| 3     | Polen                  | - Aleksandra Urbańczyk - Ewa Ścieszko - Anna Dowgiert - Katarzyna Wilk             | 1:48,70 |
| 4     | Vereinigtes Königreich |                                                                                    | 1:48,74 |
| 5     | Italien                |                                                                                    | 1:49,00 |
| 6     | Schweden               |                                                                                    | 1:49,11 |
| 7     | Belarus                |                                                                                    | 1:49,52 |
| 8     | Niederlande            |                                                                                    | 1:51,09 |
|       | Deutschland            |                                                                                    | 0 DSQ   |
|       | Norwegen               |                                                                                    | 0 DSQ   |